# بطولة العالم للدراجات على المضمار 1964
بطولة العالم للدراجات على المضمار 1964 هي الدورة ال61 من بطولة العالم للدراجات على المضمار، أجريت في باريس، فرنسا.

## النتائج النهائية
| المسابقة                              | ذهبية                   | فضية                               | برونزية                    |
| ------------------------------------- | ----------------------- | ---------------------------------- | -------------------------- |
| الرجال                                |                         |                                    |                            |
| السرعة الفردية                        | أنطونيو ماسبيس (ITA)    | Ron Baensch (AUS)                  | جوس دي باكر (BEL)          |
| سباق المطاردة الفردية                 | فيرديناند براك (بلجيكا) | لياندرو فاجين (إيطاليا)            | إركولي بالديني (إيطاليا)   |
| سباق مطاردة الدراجة النارية للهواة    | Jaap Oudkerk (NED)      | Jean Walschaerts (BEL)             | دانيال سالمون (دراج) (SUI) |
| سباق مطاردة الدراجة النارية للمحترفين | غييرمو تيمونير (ESP)    | Leo Proost (BEL)                   | Karl-Heinz Marsell (FRG)   |
| السيدات                               |                         |                                    |                            |
| السرعة الفردية                        | ايرينا كيريتشينكو (URS) | Galina Yermolayeva (cyclist) (URS) | غالينا جيزيل (FRA)         |
| سباق المطاردة الفردية                 | إيفون رايندرز (BEL)     | بريل بيرتون (GBR)                  | Aino Puronen (URS)         |